# Hycleus pirata
Hycleus pirata là một loài bọ cánh cứng trong họ Meloidae. Loài này được Bologna & Turco miêu tả khoa học năm 2007.